# Aleksander Jabłoński

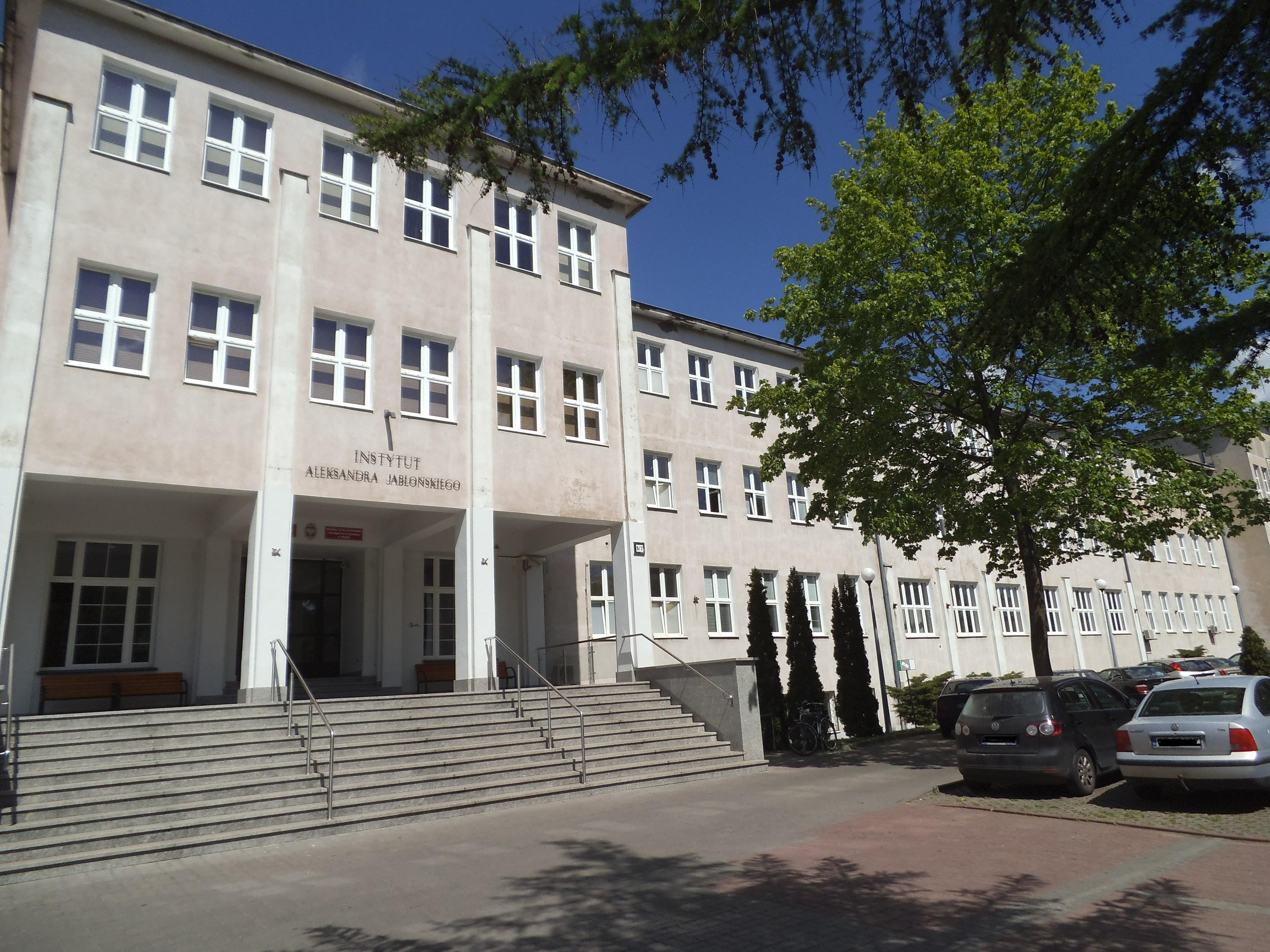
Budynek Wydziału Fizyki, Astronomii i Informatyki Stosowanej UMK w Toruniu imieniem Aleksandra Jabłońskiego

Aleksander Jabłoński (ur. 14 lutego?/26 lutego 1898 w Woskresenówce, zm. 9 września 1980 w Skierniewicach) – polski fizyk.
Badał fizykę atomowo-molekularną oraz optykę, zwłaszcza luminescencję, zdobywając na tym polu światową sławę. Najbardziej znany ze schematu poziomów i przejść kwantowych w molekułach, tzw. diagramu Jabłońskiego.

## Życiorys
Urodził się w Woskresenówce k. Charkowa, w rodzinie Władysława, agronoma, zarządcy dóbr ziemskich księcia Jusupowa, oraz Marii Bilińskiej, ziemianki. Ukończył w 1916 gimnazjum rządowe w Charkowie oraz średnią szkołę muzyczną, gdzie gry na skrzypcach uczył go Konstanty Gorski. W 1916 po ukończeniu gimnazjum podjął studia w dziedzinie fizyki na Uniwersytecie Charkowskim. Ze względu na trwającą I wojnę światową musiał wstąpić do rosyjskiego wojska, dlatego przeniósł się do Wojskowej Szkoły Inżynieryjnej w Kijowie. Ukończył ją w sierpniu 1917, otrzymując stopień proporszczyka. Służąc w wojsku, wystąpił o przeniesienie do I Korpusu Polskiego, do którego trafił w listopadzie 1917. Uczestniczył w opanowaniu twierdzy w Bobrujsku oraz w walkach pod Jasieniem (stacja kolejowa między Bobrujskiem a Osipowiczami). Przeniesiony do Legii Rycerskiej, pozostawał w Bobrujsku do rozwiązania I Korpusu Polskiego, potem wrócił do Charkowa i ponownie rozpoczął studia na tamtejszym uniwersytecie.
W grudniu 1918 wyjechał do Warszawy, aby wstąpić do Wojska Polskiego, podejmując równocześnie studia na Uniwersytecie Warszawskim. W zajęciach na uczelni brał udział tylko w dni wolne od służby w Kościuszkowskim Obozie Szkolnym Saperów. W listopadzie 1919 uzyskał urlop w wojsku, co pozwoliło mu intensywniej studiować fizykę, a także podjąć studia w Konserwatorium Muzycznym w klasie Stanisława Barcewicza i Emila Młynarskiego.
Odwołany z urlopu, w lutym 1920 ponownie przerwał studia. Przeniesiony do 14 pułku Saperów Wielkopolskich (wchodzącego w skład 4 Dywizji Piechoty) uczestniczył w wojnie polsko-bolszewickiej w walkach w okolicy Prużany, w Bitwie Warszawskiej oraz bitwie nad Niemnem. Za przygotowanie przeprawy na rzece Szczarze (w nocy z 1 na 2 października), dzięki której jego pułk sforsował ją nie ponosząc większych strat, został odznaczony Krzyżem Walecznych.
W listopadzie 1920 uzyskał urlop, pozwalający mu kontynuować studia, po zakończeniu wojny został przeniesiony do rezerwy w stopniu porucznika. W 1921 ukończył studia muzyczne i zatrudnił się jako skrzypek w Teatrze Wielkim w Warszawie, gdzie pracował do 1926. Równocześnie studiował fizykę na UW pod kierunkiem Stefana Pieńkowskiego, absolutorium uzyskał w 1925, po czym został zatrudniony w Katedrze Fizyki Doświadczalnej UW na stanowisku młodszego asystenta.
W 1930 uzyskał stopień doktora filozofii w dziedzinie fizyki. Temat jego rozprawy brzmiał: O wpływie zmian długości fali wzbudzającej na widmo fluorescencji, a promotorem był Stefan Pieńkowski. Dzięki stypendium przyznanemu przez Fundację Rockefellera w latach 1930–1932 odbył staż podoktorski na Uniwersytecie Humboldta w Berlinie u Petera Pringsheima oraz na Uniwersytecie w Hamburgu w zespole Otto Sterna.
W 1934 uzyskał habilitację na podstawie rozprawy O wpływie oddziaływań międzycząsteczkowych na zjawisko absorpcji i emisji światła. W 1938 wyjechał do Wilna, gdzie został zatrudniony na stanowisku starszego asystenta w Drugim Zakładzie Fizyki Doświadczalnej Uniwersytetu Stefana Batorego.
Po wybuchu II wojny światowej został powołany do wojska i trafił do 3 batalionu saperów. 19 września 1939, po agresji ZSRR, przekroczył granicę polsko-litewską, został internowany i umieszczony w obozie w Kołotowie. Po czasowym zwolnieniu powrócił do Wilna, gdzie w lipcu 1940 został aresztowany i wysłany do obozu w Kozielsku, a następnie od 1940 przewieziony do obozu jenieckiego NKWD w Griazowcu.
Po zgodzie na uformowanie Polskich Sił Zbrojnych został przewieziony do Tockoje, gdzie tworzyła się 6 Dywizja Piechoty. Poprzez Uzbekistan, Iran i Irak trafił do Szkocji. W Edynburgu objął stanowisko kierownika Katedry Fizyki Polskiego Wydziału Lekarskiego na Uniwersytecie w Edynburgu.
W listopadzie 1945 wrócił do Polski, początkowo na Uniwersytet Warszawski, a w styczniu 1946 przeniósł się do Torunia, gdzie grupa profesorów z Uniwersytetu Stefana Batorego tworzyła Uniwersytet Mikołaja Kopernika. Jabłoński organizował Katedrę Fizyki na Wydziale Matematyczno-Przyrodniczym. W 1946 otrzymał tytuł profesora. W latach 1947–1948 piastował stanowisko prodziekana Wydziału Matematyczno-Przyrodniczego. Do przejścia na emeryturę w 1968 kierował Katedrą Fizyki Doświadczalnej na UMK w Toruniu.

## Działalność naukowa

Diagram Jabłońskiego

Prowadził prace dotyczące optyki atomowej i molekularnej. W 1933 opublikował w „Nature” komunikat, w którym umieścił schemat poziomów energetycznych cząsteczki barwnika. Jabłoński założył, że cząsteczka barwnika, wykazującego zdolność do fluorescencji i fosforyzowania, musi posiadać co najmniej jeden stan metatrwały M. Schemat ten pozwolił wyjaśnić występowanie różnych form luminescencji obserwowanej w roztworach i został potem nazwany diagramem Jabłońskiego.
Badał także zjawisko ciśnieniowego rozszerzania linii widmowych. Podczas pobytu na Uniwersytecie Stefana Batorego podjął próby zbadania relacji pomiędzy przypadkami granicznymi zaproponowanej przez niego ogólnej teorii ciśnieniowego rozszerzania linii, opartej na zasadzie Francka-Condona, a modelami klasycznymi. W 1938 w „Nature” ukazała się jego praca, przedstawiająca wyniki pomiarów zależności szerokości linii widmowych od temperatury, wykonanych wspólnie z Henrykiem Horodniczym. Ogólną teorię ciśnieniowego poszerzenia linii widmowych opisał w latach 1944–1945 i opublikował w 1945 w „Physical Review”.
Jest uważany za twórcę „toruńskiej szkoły fizyki”. Był promotorem doktoratów m.in. Kazimierza Antonowicza i Stanisława Łęgowskiego, w jego zespole pracowali także Marian Kryszewski, Wanda Hanusowa, Stanisław Dembiński, a także jego córka Danuta Jabłońska-Frąckowiak i jej mąż Mieczysław Frąckowiak.
Od 1951 był członkiem korespondentem PAU, od 1956 członkiem korespondentem, a od 1961 członkiem rzeczywistym PAN. W latach 1957–1961 był prezesem Zarządu Głównego Polskiego Towarzystwa Fizycznego. W kwietniu 1978 został członkiem Towarzystwa Kursów Naukowych.
Zmarł w Skierniewicach, pochowany na cmentarzu Powązkowskim w Warszawie (kwatera 212-5-25,26).

## Ordery i odznaczenia
- Krzyż Walecznych (1920)[8]
- Złoty Krzyż Zasługi (22 lipca 1951)[9]
- Medal Mariana Smoluchowskiego (1968)

## Nagrody i wyróżnienia
- Nagroda Państwowa (1964)
- tytuł doktora honoris causa UMK (1973)[10]
- tytuł doktora honoris causa Uniwersytetu Gdańskiego „za wkład w rozwój fizyki polskiej, w szczególności spektroskopii atomowej i molekularnej” (9 października 1975)[11].
- doktorat honoris causa University of Windsor (Kanada)

Na XXXV Zjeździe Fizyków Polskich w Białymstoku prof. Andrzej Kajetan Wróblewski (Instytut Fizyki Doświadczalnej UW) przedstawił referat nt. „Fizyka w Polsce wczoraj, dziś i jutro” – krótką charakterystykę fizyki w Polsce XX w. Zaprezentował wskaźniki bibliometryczne, liczby dotyczące stopni i tytułów naukowych oraz liczby studentów fizyki. W podsumowaniu ocenił wkład Polaków do światowej fizyki XX w., wyodrębniając przede wszystkim – poza Marią Skłodowską-Curie (która w światowych zestawieniach jest wymieniana jako obywatelka francuska) – czterech fizyków, którzy dokonali odkryć na miarę Nagrody Nobla: Mariana Smoluchowskigo, Mariana Danysza, Jerzego Pniewskiego i Karola Olszewskiego. Wśród osiemnastu mniej zasłużonych, którzy jednak wnieśli bardzo poważny wkład do rozwoju fizyki i w pewnym okresie należeli do liderów światowej fizyki (których nazwiska są wymieniane w syntetycznych obcojęzycznych historycznych opracowaniach) znalazł się Aleksander Jabłoński